# Марусов Андрій Юрійович

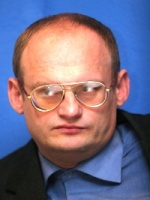
Андрій Марусов

Андрій Юрійович Марусов (нар. 31 грудня 1972, Маріуполь, Донецька область) — український громадський діяч, журналіст. Екс-голова правління «Transparency International Україна».

## Освіта
У 1989–1995 рр. навчався на історичному факультеті Донецького державного університету, який закінчив з відзнакою.
У 1998–1999 рр. навчався на магістратурі з державного управління Університету штату Канзас.
Проходив курси підвищення кваліфікації при Центрально-Європейському Університеті в Празі (Чехія) та Санкт-Петербурзькому університеті (Росія).

## Професійна діяльність
У 1995–1998 рр. — регіональний координатор департаменту моніторингу у Міжнародній Фінансовій Корпорації.
У 2001–2012 рр. — експерт з оцінки державної політики у Інституті соціології України НАН України.
З 2012 р. — керівник відділу боротьби з корупцією Центру політичних студій та аналітики.

## Громадська та журналістська діяльність
Дописував як журналіст та дослідник системи державних закупівель України для видань «Дзеркало тижня», «Українська правда», «Економічна правда», інтернет-видання «Forbes UA», «Вісника державних закупівель» тощо.[джерело?]
Виступав експертом або консультантом у проектах Світового Банку, Європейської Комісії, національного Банку України, Програми розвитку ООН тощо.[джерело?]

## Погляди
Позитивно ставиться до Михайла Булгакова та негативно до українських письменників періоду радянської окупації.
|  | Мені подобається червоний колір на обличчі Булгакова. Він усе життя кидав виклик дияволу - у собі, у суспільстві - Сталіну... І нехай залишаються недоторканно сірими погруддя "видатних українських письменників та діячів" комуністів Бажана, Тичини, Рильського, Мовчана etc. Вони варті такого кольору, бо продали свою душу дияволові. Я їх вірші у радянській школі не любив. "Трактор-дир-дир-дир-ми-за-мир" поети. Булгаков за СРСР був заборонений... І щоб не робила влада України чи Росії та їхні "власники душ" з історичною пам'яттю - Булгакова пам'ятатимуть і через сто років. Як людину, яка кинула виклик дияволу. Таких людей на мільярдне людство - кілька сотень... Оригінальний текст (рос.) Мне нравится красный цвет на лице Булгакова. Он всю жизнь бросал вызов дьяволу - внутри себя, в обществе - Сталину... И пусть остаются неприкосновенно серыми бюсты "видатних українських письменників та діячів" коммунистов Бажана, Тычыны, Рыльского, Мовчана etc. Они достойны такого цвета, ибо продали свою душу дьяволу. Я их стихи в советской школе не любил. "Трактор-дир-дир-дир-ми-за-мир" поэты. Булгаков при СССР был запрещен... И чтоб ни делали власти Украины или России и их "владетели душ" с исторической памятью - Булгакова будут помнить и через сто лет. Как человека, который бросил вызов дьяволу. Таких людей на миллиардное человечество - пара сотен... |

## Нагороди та відзнаки
- Номінант від України на Central European Initiative Award for Outstanding Merits in Investigative Journalism, 2008
- Отримав головний приз Першого національного конкурсу на найкраще журналістське розслідування та авторську публікацію із протидії корупції (ініційований проектом «Гідна Україна» за підтримки Millenium Challenge Corporation та USAID), грудень 2007, Київ